# 肯普费尔德
肯普费尔德是德国莱茵兰-普法尔茨州的一个市镇。总面积9.66平方公里，总人口805人，其中男性412人，女性393人（2011年12月31日），人口密度83人/平方公里。